# Otluk
Otluk (kurd. Cûmik) ist ein Dorf im Landkreis Kızıltepe der türkischen Provinz Mardin. Otluk liegt in Südostanatolien auf 425 m über dem Meeresspiegel, ca. 27 km südwestlich von Kızıltepe.
Der ursprüngliche Name der Ortschaft lautet Cumuk. Dieser Name ist beim Grundbuchamt registriert.
1985 lebten 214 Menschen in Otluk. 2009 hatte die Ortschaft 289 Einwohner. Zu Otluk gehört der Weiler Güvercin.